# Jerukagung (Klirong)
Jerukagung is een bestuurslaag in het regentschap Kebumen van de provincie Midden-Java, Indonesië. Jerukagung telt 2248 inwoners (volkstelling 2010).